# Варга, Дачиан
Дачиа́н Шерба́н Ва́рга (рум. Dacian Şerban Varga; 15 октября 1984, Петрошани, Румыния) — румынский футболист, полузащитник. Выступал за сборную Румынии.

## Клубная карьера

### Ранние годы
Заниматься футболом начал в школе клуба «Мурешул» из города Дева, затем продолжил обучение в группе подготовки бухарестского «Динамо», завершал же выступления на юношеском уровне в «Спортуле Студенцеск», где потом начал и профессиональную карьеру.

### Румыния
Дебютировал на взрослом уровне в составе «Спортула» в сезоне 2003/04 Первой лиги Румынии, провёл 23 матча, забил 3 гола и стал, вместе с командой, победителем турнира. 7 августа 2004 года Варга дебютировал в Высшей лиге Румынии в выездном матче против бухарестского «Динамо», в школе которого занимался в детстве. Всего в своём первом сезоне в Лиге 1 сыграл 8 встреч. В следующем сезоне провёл уже 28 матчей и забил 3 гола, чем помог команде занять 4-е место в чемпионате, однако ввиду финансовых причин клуб покинул высший эшелон румынского футбола и вернулся в Лигу 2.
Сезоны 2006/07 (23 игры, 3 гола) и 2007/08 (22, 4), а также первую половину сезона 2008/09 (16, 2), Дачиан провёл со «Спортулом» в Первой лиге Румынии, сыграв за это время в общей сложности 61 матч и забив 9 мячей.
В январе 2009 года перешёл на правах аренды в «Унирю» из города Урзичени, где и доиграл сезон, проведя 14 игр, забив 4 гола и став, вместе с командой, чемпионом Румынии. Сезон 2009/10 также начал в «Унире», сыграл 8 матчей и забил 1 мяч в чемпионате, а также провёл 6 встреч и забил 1 гол в розыгрыше Лиги чемпионов 2009/10. Мяч Варги, забитый 29 сентября на 48-й минуте домашней встречи против «Штутгарта» (1:1), стал первым в истории голом «Унири» в еврокубках.
Вторую половину сезона 2009/10 Дачиан провёл снова в аренде, на этот раз в составе бухарестского «Рапида», за который, однако, сыграл только 1 матч в чемпионате. Сезон 2010/11 начал в «Спортуле», провёл 15 игр и забил 7 мячей в 1-й половине турнира.

### «Кубань»
В конце декабря 2010 года появилась информация, что Варга может перейти в «Кубань», куда затем, в январе 2011 года, игрок отправился на просмотр. В составе «Кубани» Дачиан участвовал в двух предсезонных сборах, а также в последнем контрольном матче команды с армавирским «Торпедо» (6:0) в станице Полтавской 5 марта, за неделю до старта 1-го тура чемпионата России 2011/12. 8 марта было сообщено, что Варга перешёл в «Кубань» на правах аренды. Дебютировал в составе «Кубани» в официальных играх 13 марта 2011 года в домашнем матче 1-го тура чемпионата против казанского «Рубина». Первый гол в официальных играх забил с пенальти 7 мая на 19-й минуте домашнего матча 8-го тура чемпионата против «Терека». Всего за «Кубань» провёл 15 матчей, отметившись 1 голом. После истечения срока аренды вернулся в «Спортул».
В начале августа появилась информация, что руководители «Кубани» и «Спортула» смогли договориться о продолжении выступлений Дачиана за российский клуб, однако только на правах аренды до конца года.

### «Тыргу-Муреш»
В июне 2015 года Дачиан подписал контракт с клубом «Тыргу-Муреш». Дебют полузащитника состоялся 8 июля в матче за Суперкубок Румынии против «Стяуа». Встреча завершилась победой его команды со счётом 1:0. Спустя пять дней Варга расторг с клубом контракт по взаимному согласию, ранее команду покинул главный тренер Дан Петреску, проработавший один месяц. Уже 15 июля Дачиан подписал контракт на 1 год с клубом «Петролул».

## Карьера в сборной
В 2006 году провёл 2 матча за сборную Румынии до 21 года. В составе главной национальной сборной Румынии дебютировал 11 февраля 2009 года в товарищеском матче со сборной Хорватии. В том же году провёл ещё 2 игры за сборную в отборочном турнире к чемпионату мира 2010 года: 10 октября на выезде против сборной Сербии и 14 октября дома против сборной Фарерских островов.

## Достижения
«Спортул»
- Победитель Второй лиги Румынии: 2003/04

«Униря»
- Чемпион Румынии: 2008/09

«Тыргу-Муреш»
- Обладатель Суперкубка Румынии: 2015